# San Martín de Sierra
San Martín de Sierra (en asturiano y oficialmente: Samartín de Sierra) es una parroquia del concejo de Cangas del Narcea, en el Principado de Asturias, España. La parroquia está dedicada a San Martín. Tiene una extensión de 16,38 km². 

## Entidades de población
Comprende las aldeas, lugares y caserías de Anderbe, Bruelles, Ciérades, Llamas del Mouro, San Martín de Sierra (10 hab.), Tabladiello, Tandes y Valcabo comprendiendo una población total de 243 habitantes.
La mesa electoral se encuentra en Bruelles.